# Canzone (Rkomi)
Canzone è un singolo del rapper italiano Rkomi, pubblicato il 27 settembre 2019 come terzo estratto dal secondo album in studio Dove gli occhi non arrivano. Il brano vede la partecipazione del cantautore Jovanotti